# Ceratina rufigastra
Ceratina rufigastra là một loài Hymenoptera trong họ Apidae. Loài này được Cockerell mô tả khoa học năm 1937.
Loài này phân bố ở Zimbabwe.